# American Motorcyclist Association
American Motorcyclist Association (AMA) é uma organização sem fins lucrativos, e a maior organização de motociclismo do mundo, com mais de 300 mil associados e quatro mil eventos amadores no ano.

## American Motorcyclist Magazine
A revista American Motorcyclist Magazine é publicada pela AMA. Tem uma circulação mensal de aproximadamente 260 mil cópias.

## AMA Pro Racing
A AMA Pro Racing é um braço da AMA que foi fundado em 1994 para gerenciar competições de motociclismo nos EUA. Gerencia as seguintes competições:
Campeonatos de velocidade (AMA Road Racing Series)
- AMA Superbike Championship
- AMA Daytona Sportbike Championship
- AMA Supersport Championship

Outros campeonatos
- AMA Supercross
- AMA Motocross Championship
- AMA Flat Track
- AMA Hillclimb